# Ikujirō Asayama
Ikujirō Asayama (jap. 浅山 郁次郎 Asayama Ikujirō; ur. 29 marca 1863 w Tokio, zm. 9 listopada 1915) – japoński lekarz okulista.
Ukończył studia medyczne na Uniwersytecie Tokijskim w 1884 roku. W 1903 otrzymał tytuł doktora nauk medycznych (igaku-hakushi). Od 1898 do 1902 uczył się okulistyki w Niemczech, po powrocie do Japonii otrzymał katedrę na Kyoto University.